# Araneus
Araneus is een geslacht van spinnen uit de familie wielwebspinnen (Araneidae). Dit geslacht wordt ook wel kruisspinnen genoemd, maar dat verwijst vooral naar de bekendste Araneus-soort, de kruisspin.

## Soorten
Het geslacht kent de volgende soorten:
- Araneus aballensis (Strand, 1906)
- Araneus abeicus Levi, 1991
- Araneus abigeatus Levi, 1975
- Araneus acachmenus Rainbow, 1916
- Araneus acolla Levi, 1991
- Araneus acrocephalus (Thorell, 1887)
- Araneus acronotus (Grube, 1861)
- Araneus acropygus (Thorell, 1877)
- Araneus acuminatus (L. Koch, 1872)
- Araneus acusisetus Zhu & Song, 1994
- Araneus adiantiformis Caporiacco, 1941
- Araneus adjuntaensis (Petrunkevitch, 1930)
- Araneus aethiopicus (Roewer, 1961)
- Araneus aethiopissa Simon, 1907
- Araneus affinis Zhu, Tu & Hu, 1988
- Araneus agastus Rainbow, 1916
- Araneus akakensis (Strand, 1906)
- Araneus aksuensis Yin, Xie & Bao, 1996
- Araneus albabdominalis Zhu et al., 2005
- Araneus albiaculeis (Strand, 1906)
- Araneus albidus (L. Koch, 1871)
- Araneus albilunatus Roewer, 1961
- Araneus albomaculatus Yin et al., 1990
- Araneus alboquadratus Dyal, 1935
- Araneus albotriangulus (Keyserling, 1887)
- Araneus alboventris (Emerton, 1884)
- Araneus alhue Levi, 1991
- Araneus allani Levi, 1973
- Araneus alsine (Walckenaer, 1802)
- Araneus altitudinum Caporiacco, 1934
- Araneus amabilis Tanikawa, 2001
- Araneus amblycyphus Simon, 1908
- Araneus amurius Bakhvalov, 1981
- Araneus amygdalaceus (Keyserling, 1864)
- Araneus ana Levi, 1991
- Araneus anantnagensis Tikader & Bal, 1981
- Araneus anaspastus (Thorell, 1892)
- Araneus anatipes (Keyserling, 1887)
- Araneus ancurus Zhu, Tu & Hu, 1988
- Araneus andrewsi (Archer, 1951)
- Araneus anguinifer (F. O. P.-Cambridge, 1904)
- Araneus angulatus Clerck, 1757
  - Araneus angulatus afolius (Franganillo, 1909)
  - Araneus angulatus atricolor Simon, 1929
  - Araneus angulatus castaneus (Franganillo, 1909)
  - Araneus angulatus crucinceptus (Franganillo, 1909)
  - Araneus angulatus fuscus (Franganillo, 1909)
  - Araneus angulatus iberoi (Franganillo, 1909)
  - Araneus angulatus levifolius (Franganillo, 1909)
  - Araneus angulatus niger (Franganillo, 1918)
  - Araneus angulatus nitidifolius (Franganillo, 1909)
  - Araneus angulatus pallidus (Franganillo, 1909)
  - Araneus angulatus personatus Simon, 1929
  - Araneus angulatus serifolius (Franganillo, 1909)
- Araneus anjonensis Schenkel, 1963
- Araneus annuliger (Thorell, 1898)
- Araneus annulipes (Lucas, 1838)
- Araneus anuncinatus ochrorufus Franganillo, 1931
- Araneus apache Levi, 1975
- Araneus apicalis (Thorell, 1899)
- Araneus apiculatus (Thorell, 1895)
- Araneus apobleptus Rainbow, 1916
- Araneus appendiculatus (Taczanowski, 1873)
- Araneus apricus (Karsch, 1884)
- Araneus aragua Levi, 2008
- Araneus aralis Bakhvalov, 1981
- Araneus arenaceus (Keyserling, 1886)
- Araneus arfakianus (Thorell, 1881)
- Araneus arganicola Simon, 1909
- Araneus argentarius Rainbow, 1916
- Araneus arizonensis (Banks, 1900)
- Araneus asiaticus Bakhvalov, 1983
- Araneus aubertorum Berland, 1938
- Araneus aurantiifemuris (Mello-Leitão, 1942)
- Araneus auriculatus Song & Zhu, 1992
- Araneus axacus Levi, 1991
- Araneus badiofoliatus Schenkel, 1963
- Araneus badongensis Song & Zhu, 1992
- Araneus bagamoyensis (Strand, 1906)
- Araneus baicalicus Bakhvalov, 1981
- Araneus balanus (Doleschall, 1859)
- Araneus bandelieri (Simon, 1891)
- Araneus bantaengi Merian, 1911
- Araneus bargusinus Bakhvalov, 1981
- Araneus basalteus Schenkel, 1936
- Araneus bastarensis Gajbe, 2005
- Araneus baul Levi, 1991
- Araneus beebei Petrunkevitch, 1914
- Araneus beijiangensis Hu & Wu, 1989
- Araneus biapicatifer (Strand, 1907)
- Araneus bicavus Zhu & Wang, 1994
- Araneus bicentenarius (McCook, 1888)
- Araneus bigibbosus (O. P.-Cambridge, 1885)
- Araneus bihamulus Zhu et al., 2005
- Araneus bilunifer Pocock, 1900
- Araneus bimaculicollis Hu, 2001
- Araneus bimini Levi, 1991
- Araneus biprominens Yin, Wang & Xie, 1989
- Araneus bipunctatus (Thorell, 1898)
- Araneus bipunctatus Franganillo, 1931, ongeldige naam
- Araneus bispinosus (Keyserling, 1885)
- Araneus bivittatus (Walckenaer, 1842)
- Araneus blaisei Simon, 1909
- Araneus blochmanni (Strand, 1907)
- Araneus blumenau Levi, 1991
- Araneus boerneri (Strand, 1907)
  - Araneus boerneri clavimaculus (Strand, 1907)
  - Araneus boerneri obscurellus (Strand, 1907)
- Araneus boesenbergi (Fox, 1938)
- Araneus bogotensis (Keyserling, 1864)
- Araneus boneti Levi, 1991
- Araneus bonsallae (McCook, 1894)
- Araneus borealis Tanikawa, 2001
- Araneus boreus Uyemura & Yaginuma, 1972
- Araneus bosmani Simon, 1903
- Araneus bradleyi (Keyserling, 1887)
- Araneus braueri (Strand, 1906)
- Araneus brisbanae (L. Koch, 1867)
- Araneus bryantae Brignoli, 1983
- Araneus bufo (Denis, 1941)
- Araneus caballo Levi, 1991
- Araneus calusa Levi, 1973
- Araneus camilla (Simon, 1889)
- Araneus canacus Berland, 1931
- Araneus canalae Berland, 1924
- Araneus canestrinii (Thorell, 1873)
- Araneus caplandensis (Strand, 1907)
- Araneus carabellus (Strand, 1913)
- Araneus carchi Levi, 1991
- Araneus cardioceros Pocock, 1899
- Araneus carimagua Levi, 1991
- Araneus carnifex (O. P.-Cambridge, 1885)
- Araneus carroll Levi, 1973
- Araneus castilho Levi, 1991
- Araneus catillatus (Thorell, 1895)
- Araneus catospilotus Simon, 1907
- Araneus caudifer Kulczyński, 1911
- Araneus cavaticus (Keyserling, 1881)
- Araneus celebensis Merian, 1911
- Araneus cercidius Yin et al., 1990
- Araneus cereolus (Simon, 1886)
- Araneus chiapas Levi, 1991
- Araneus chiaramontei Caporiacco, 1940
- Araneus chingaza Levi, 1991
- Araneus chunhuaia Zhu, Tu & Hu, 1988
- Araneus chunlin Yin et al., 2009
- Araneus cingulatus (Walckenaer, 1842)
- Araneus circe (Audouin, 1826)
  - Araneus circe strandi (Kolosváry, 1935)
- Araneus circellus Song & Zhu, 1992
- Araneus circulissparsus (Keyserling, 1887)
- Araneus circumbasilaris Yin et al., 1990
- Araneus coccinella Pocock, 1898
- Araneus cochise Levi, 1973
- Araneus cohnae Levi, 1991
- Araneus colima Levi, 1991
- Araneus colubrinus Song & Zhu, 1992
- Araneus compsus (Soares & Camargo, 1948)
- Araneus comptus Rainbow, 1916
  - Araneus comptus fuscocapitatus Rainbow, 1916
- Araneus concepcion Levi, 1991
- Araneus concinnus Rainbow, 1900
- Araneus concoloratus (F. O. P.-Cambridge, 1904)
- Araneus corbita (L. Koch, 1871)
- Araneus corporosus (Keyserling, 1892)
- Araneus corticaloides (Roewer, 1955)
- Araneus corticarius (Emerton, 1884)
- Araneus crinitus (Rainbow, 1893)
- Araneus crispulus Tullgren, 1952
- Araneus cristobal Levi, 1991
- Araneus cuiaba Levi, 1991
- Araneus cungei Bakhvalov, 1974
- Araneus cyclops Caporiacco, 1940
- Araneus cyphoxis Simon, 1908
- Araneus cyrtarachnoides (Keyserling, 1887)
- Araneus daozhenensis Zhu et al., 2005
- Araneus dayongensis Yin et al., 1990
- Araneus decaisnei (Lucas, 1863)
- Araneus decentellus (Strand, 1907)
- Araneus decolor (L. Koch, 1871)
- Araneus decoratus (Thorell, 1899)
- Araneus demoniacus Caporiacco, 1939
- Araneus depressatulus (Roewer, 1942)
- Araneus desierto Levi, 1991
- Araneus detrimentosus (O. P.-Cambridge, 1889)
- Araneus diabrosis (Walckenaer, 1842)
- Araneus diadematoides Zhu, Tu & Hu, 1988
- Araneus diadematus Clerck, 1757
  - Araneus diadematus islandicus (Strand, 1906)
  - Araneus diadematus nemorosus Simon, 1929
  - Araneus diadematus soror (Simon, 1874)
  - Araneus diadematus stellatus (C. L. Koch, 1836)
- Araneus dianiphus Rainbow, 1916
  - Araneus dianiphus xanthostichus Rainbow, 1916
- Araneus diffinis Zhu, Tu & Hu, 1988
- Araneus dimidiatus (L. Koch, 1871)
- Araneus diversicolor (Rainbow, 1893)
- Araneus doenitzellus (Strand, 1906)
- Araneus dofleini (Bösenberg & Strand, 1906)
- Araneus dospinolongus Barrion & Litsinger, 1995
- Araneus dreisbachi Levi, 1991
- Araneus drygalskii (Strand, 1909)
- Araneus ealensis Giltay, 1935
- Araneus eburneiventris (Simon, 1908)
- Araneus eburnus (Keyserling, 1886)
- Araneus ejusmodi Bösenberg & Strand, 1906
- Araneus elatatus (Strand, 1911)
- Araneus elizabethae Levi, 1991
- Araneus ellipticus (Tikader & Bal, 1981)
- Araneus elongatus Yin, Wang & Xie, 1989
- Araneus emmae Simon, 1900
- Araneus enucleatus (Karsch, 1879)
- Araneus enyoides (Thorell, 1877)
- Araneus excavatus Franganillo, 1930
- Araneus expletus (O. P.-Cambridge, 1889)
- Araneus exsertus Rainbow, 1904
- Araneus fastidiosus (Keyserling, 1887)
- Araneus favorabilis Rainbow, 1916
- Araneus faxoni (Bryant, 1940)
- Araneus felinus (Butler, 1876)
- Araneus fengshanensis Zhu & Song, 1994
- Araneus ferganicus Bakhvalov, 1983
- Araneus ferrugineus (Thorell, 1877)
- Araneus fictus (Rainbow, 1896)
- Araneus finneganae Berland, 1938
- Araneus fishoekensis (Strand, 1909)
- Araneus fistulosus Franganillo, 1930
- Araneus flagelliformis Zhu & Yin, 1998
- Araneus flavisternis (Thorell, 1878)
  - Araneus flavisternis momiensis (Thorell, 1881)
- Araneus flavopunctatus (L. Koch, 1871)
- Araneus flavosellatus Simon, 1895
- Araneus flavosignatus (Roewer, 1942)
- Araneus flavus (O. P.-Cambridge, 1894)
- Araneus floriatus Hogg, 1914
- Araneus formosellus (Roewer, 1942)
- Araneus frio Levi, 1991
- Araneus fronki Levi, 1991
- Araneus frosti (Hogg, 1896)
- Araneus fulvellus (Roewer, 1942)
- Araneus fuscinotus (Strand, 1908)
- Araneus gadus Levi, 1973
- Araneus galero Levi, 1991
- Araneus gazerti (Strand, 1909)
- Araneus geminatus (Thorell, 1881)
- Araneus gemma (McCook, 1888)
- Araneus gemmoides Chamberlin & Ivie, 1935
- Araneus gerais Levi, 1991
- Araneus gestrellus (Strand, 1907)
- Araneus gestroi (Thorell, 1881)
- Araneus gibber (O. P.-Cambridge, 1885)
- Araneus ginninderranus Dondale, 1966
- Araneus goniaeoides (Strand, 1915)
- Araneus goniaeus (Thorell, 1878)
  - Araneus goniaeus virens (Thorell, 1890)
- Araneus graemii Pocock, 1900
- Araneus granadensis (Keyserling, 1864)
- Araneus granti Hogg, 1914
- Araneus gratiolus Yin et al., 1990
- Araneus groenlandicola (Strand, 1906)
- Araneus grossus (C. L. Koch, 1844)
- Araneus guandishanensis Zhu, Tu & Hu, 1988
- Araneus guatemus Levi, 1991
- Araneus guerrerensis Chamberlin & Ivie, 1936
- Araneus guessfeldi (Karsch, 1879)
- Araneus gundlachi (Banks, 1914)
- Araneus gurdus (O. P.-Cambridge, 1885)
- Araneus guttatus (Keyserling, 1865)
- Araneus guttulatus (Walckenaer, 1842)
- Araneus habilis (O. P.-Cambridge, 1889)
- Araneus haematomerus (Gerstäcker, 1873)
- Araneus hamiltoni (Rainbow, 1893)
- Araneus hampei Simon, 1895
- Araneus haploscapellus (Strand, 1907)
- Araneus haruspex (O. P.-Cambridge, 1885)
- Araneus herbeus (Thorell, 1890)
- Araneus hierographicus Simon, 1909
- Araneus himalayanus (Simon, 1889)
- Araneus hirsti Lessert, 1915
- Araneus hirsutulus (Stoliczka, 1869)
- Araneus hispaniola (Bryant, 1945)
- Araneus holzapfelae Lessert, 1936
- Araneus horizonte Levi, 1991
- Araneus hortensis (Blackwall, 1859)
- Araneus hoshi Tanikawa, 2001
- Araneus hotteiensis (Bryant, 1945)
- Araneus huahun Levi, 1991
- Araneus hui Hu, 2001
- Araneus huixtla Levi, 1991
- Araneus humilis (L. Koch, 1867)
- Araneus idoneus (Keyserling, 1887)
- Araneus iguacu Levi, 1991
- Araneus illaudatus (Gertsch & Mulaik, 1936)
- Araneus indistinctus (Doleschall, 1859)
- Araneus inquietus (Keyserling, 1887)
- Araneus interjectus (L. Koch, 1871)
- Araneus inustus (L. Koch, 1871)
- Araneus iriomotensis Tanikawa, 2001
- Araneus isabella (Vinson, 1863)
- Araneus ishisawai Kishida, 1920
- Araneus iviei (Archer, 1951)
- Araneus jalimovi Bakhvalov, 1981
- Araneus jalisco Levi, 1991
- Araneus jamundi Levi, 1991
- Araneus juniperi (Emerton, 1884)
- Araneus kalaharensis Simon, 1910
- Araneus kapiolaniae Simon, 1900
- Araneus karissimbicus (Strand, 1913)
- Araneus kerr Levi, 1981
- Araneus kirgisikus Bakhvalov, 1974
- Araneus kiwuanus (Strand, 1913)
- Araneus klaptoczi Simon, 1908
- Araneus koepckeorum Levi, 1991
- Araneus komi Tanikawa, 2001
- Araneus kraepelini (Lenz, 1891)
- Araneus lacrymosus (Walckenaer, 1842)
- Araneus ladschicola (Strand, 1906)
- Araneus lamperti (Strand, 1907)
- Araneus lancearius (Keyserling, 1887)
- Araneus lanio Levi, 1991
- Araneus lateriguttatus (Karsch, 1879)
- Araneus lathyrinus (Holmberg, 1875)
- Araneus latirostris (Thorell, 1895)
- Araneus leai (Rainbow, 1894)
- Araneus lechugalensis (Keyserling, 1883)
- Araneus legonensis Grasshoff & Edmunds, 1979
- Araneus lenkoi Levi, 1991
- Araneus lenzi (Roewer, 1942)
- Araneus leones Levi, 1991
- Araneus liae Yin et al., 2009
- Araneus liber (Leardi, 1902)
- Araneus liberalis Rainbow, 1902
- Araneus liberiae (Strand, 1906)
- Araneus licenti Schenkel, 1953
- Araneus lineatipes (O. P.-Cambridge, 1889)
- Araneus lineatus Franganillo, 1931
- Araneus linshuensis Yin et al., 1990
- Araneus lintatus Levi, 1991
- Araneus linzhiensis Hu, 2001
- Araneus lithyphantiformis (Kishida, 1910)
- Araneus lixicolor (Thorell, 1895)
- Araneus loczyanus (Lendl, 1898)
- Araneus lodicula (Keyserling, 1887)
- Araneus longicaudus (Thorell, 1877)
- Araneus luteofaciens (Roewer, 1942)
- Araneus lutulentus (Keyserling, 1886)
- Araneus macacus Uyemura, 1961
- Araneus macleayi (Bradley, 1876)
- Araneus madagascaricus (Strand, 1908)
- Araneus mamillanus (Keyserling, 1887)
- Araneus mammatus (Archer, 1951)
- Araneus mangarevoides (Bösenberg & Strand, 1906)
- Araneus margaritae Caporiacco, 1940
- Araneus margitae (Strand, 1917)
- Araneus mariposa Levi, 1973
- Araneus marmoreus Clerck, 1757
  - Araneus marmoreus trapezius (Franganillo, 1913)
- Araneus marmoroides Schenkel, 1953
- Araneus masculus Caporiacco, 1941
- Araneus masoni (Simon, 1887)
- Araneus mastersi (Bradley, 1876)
- Araneus matogrosso Levi, 1991
- Araneus mauensis Caporiacco, 1949
  - Araneus mauensis ocellatus Caporiacco, 1949
- Araneus mayumiae Tanikawa, 2001
- Araneus mazamitla Levi, 1991
- Araneus mbogaensis (Strand, 1913)
- Araneus memoryi Hogg, 1900
- Araneus mendoza Levi, 1991
- Araneus menglunensis Yin et al., 1990
- Araneus meropes (Keyserling, 1865)
- Araneus mertoni (Strand, 1911)
- Araneus metalis (Thorell, 1887)
- Araneus metellus (Strand, 1907)
- Araneus meus (Strand, 1907)
- Araneus miami Levi, 1973
- Araneus microsoma (Banks, 1909)
- Araneus microtuberculatus Petrunkevitch, 1914
- Araneus mimosicola (Simon, 1884)
- Araneus minahassae Merian, 1911
- Araneus miniatus (Walckenaer, 1842)
- Araneus minutalis (Simon, 1889)
- Araneus miquanensis Yin et al., 1990
- Araneus missouri Levi, 2008
- Araneus mitificus (Simon, 1886)
- Araneus monica Levi, 1973
- Araneus monoceros (Thorell, 1895)
- Araneus montereyensis (Archer, 1951)
- Araneus moretonae Levi, 1991
- Araneus mortoni (Urquhart, 1891)
- Araneus morulus (Thorell, 1898)
- Araneus mossambicanus (Pavesi, 1881)
- Araneus motuoensis Yin et al., 1990
- Araneus mulierarius (Keyserling, 1887)
- Araneus musawas Levi, 1991
- Araneus myurus (Thorell, 1877)
- Araneus nacional Levi, 1991
- Araneus nashoba Levi, 1973
- Araneus necopinus (Keyserling, 1887)
- Araneus neocaledonicus Berland, 1924
- Araneus nephelodes (Thorell, 1890)
- Araneus nidus Yin & Gong, 1996
- Araneus nigmanni (Strand, 1906)
- Araneus nigricaudus Simon, 1897
- Araneus nigrodecoratus (Strand, 1908)
- Araneus nigroflavornatus Merian, 1911
- Araneus nigromaculatus Schenkel, 1963
- Araneus nigropunctatus (L. Koch, 1871)
- Araneus nigroquadratus Lawrence, 1937
- Araneus niveus (Hentz, 1847)
- Araneus noegeatus (Thorell, 1895)
- Araneus nojimai Tanikawa, 2001
- Araneus nordmanni (Thorell, 1870)
- Araneus nossibeus (Strand, 1907)
- Araneus notacephalus (Urquhart, 1891)
- Araneus notandus Rainbow, 1912
- Araneus noumeensis (Simon, 1880)
- Araneus novaepommerianae (Strand, 1913)
- Araneus nox (Simon, 1877)
- Araneus nuboso Levi, 1991
- Araneus nympha (Simon, 1889)
- Araneus obscurissimus Caporiacco, 1934
- Araneus obscurtus (Urquhart, 1893)
- Araneus obtusatus (Karsch, 1891)
- Araneus ocaxa Levi, 1991
- Araneus ocellatulus (Roewer, 1942)
- Araneus octodentalis Song & Zhu, 1992
- Araneus ogatai Tanikawa, 2001
- Araneus omnicolor (Keyserling, 1893)
- Araneus orgaos Levi, 1991
- Araneus origenus (Thorell, 1890)
- Araneus oxygaster Caporiacco, 1940
- Araneus oxyurus (Thorell, 1877)
- Araneus paenulatus (O. P.-Cambridge, 1885)
- Araneus pahalgaonensis Tikader & Bal, 1981
- Araneus pahli (Strand, 1906)
- Araneus paitaensis Schenkel, 1953
- Araneus pallasi (Thorell, 1875)
- Araneus pallescens (Lenz, 1891)
- Araneus pallidus (Olivier, 1789)
- Araneus panchganiensis Tikader & Bal, 1981
- Araneus panniferens (O. P.-Cambridge, 1885)
- Araneus papulatus (Thorell, 1887)
- Araneus partitus (Walckenaer, 1842)
- Araneus parvulus Rainbow, 1900
- Araneus parvus (Karsch, 1878)
- Araneus pauxillus (Thorell, 1887)
- Araneus pavlovi Schenkel, 1953
- Araneus pecuensis (Karsch, 1881)
- Araneus pegnia (Walckenaer, 1842)
- Araneus pellax (O. P.-Cambridge, 1885)
- Araneus penai Levi, 1991
- Araneus pentagrammicus (Karsch, 1879)
- Araneus perincertus Caporiacco, 1947
- Araneus petersi (Karsch, 1878)
- Araneus pfeifferae (Thorell, 1877)
- Araneus phaleratus (Urquhart, 1893)
- Araneus phlyctogena Simon, 1907
- Araneus phyllonotus (Thorell, 1887)
- Araneus pichoni Schenkel, 1963
- Araneus pico Levi, 1991
- Araneus pictithorax (Hasselt, 1882)
- Araneus pinguis (Karsch, 1879)
- Araneus pistiger Simon, 1899
- Araneus pius (Karsch, 1878)
- Araneus plenus Yin et al., 2009
- Araneus pogisa (Marples, 1957)
- Araneus poltyoides Chrysanthus, 1971
- Araneus polydentatus Yin, Griswold & Xu, 2007
- Araneus pontii Caporiacco, 1934
- Araneus popaco Levi, 1991
- Araneus postilena (Thorell, 1878)
- Araneus poumotuus (Strand, 1913)
- Araneus praedatus (O. P.-Cambridge, 1885)
- Araneus praesignis (L. Koch, 1872)
- Araneus prasius (Thorell, 1890)
- Araneus pratensis (Emerton, 1884)
- Araneus principis Simon, 1907
- Araneus pronubus (Rainbow, 1894)
- Araneus prospiciens (Thorell, 1890)
- Araneus providens Kulczyński, 1911
- Araneus prunus Levi, 1973
- Araneus pseudoconicus Schenkel, 1936
- Araneus pseudosturmii Yin et al., 1990
- Araneus pseudoventricosus Schenkel, 1963
- Araneus psittacinus (Keyserling, 1887)
- Araneus pudicus (Thorell, 1898)
- Araneus puebla Levi, 1991
- Araneus pulcherrimus (Roewer, 1942)
- Araneus pulchriformis (Roewer, 1942)
- Araneus punctipedellus (Strand, 1908)
- Araneus pupulus (Thorell, 1890)
- Araneus purus (Simon, 1907)
- Araneus qianshan Zhu, Zhang & Li, 1998
- Araneus quadratus Clerck, 1757
  - Araneus quadratus minimus (Gétaz, 1889)
  - Araneus quadratus subviridis (Franganillo, 1913)
- Araneus quietus (Keyserling, 1887)
- Araneus quirapan Levi, 1991
- Araneus rabiosulus (Keyserling, 1887)
- Araneus radja (Doleschall, 1857)
- Araneus ragnhildae (Strand, 1917)
- Araneus rainbowi (Roewer, 1942)
- Araneus ramulosus (Keyserling, 1887)
- Araneus rani (Thorell, 1881)
- Araneus rarus (Keyserling, 1887)
- Araneus raui (Strand, 1907)
- Araneus recherchensis (Main, 1954)
- Araneus relicinus (Keyserling, 1887)
- Araneus repetecus Bakhvalov, 1978
- Araneus reversus Hogg, 1914
- Araneus riveti Berland, 1913
- Araneus roseomaculatus Ono, 1992
- Araneus rotundicornis Yaginuma, 1972
- Araneus rotundulus (Keyserling, 1887)
- Araneus royi Roewer, 1961
- Araneus rubicundulus (Keyserling, 1887)
- Araneus rubripunctatus (Rainbow, 1893)
- Araneus rubrivitticeps (Strand, 1911)
- Araneus rufipes (O. P.-Cambridge, 1889)
- Araneus russicus Bakhvalov, 1981
- Araneus ryukyuanus Tanikawa, 2001
- Araneus saccalava (Strand, 1907)
- Araneus saevus (L. Koch, 1872)
- Araneus sagicola (Dönitz & Strand, 1906)
- Araneus salto Levi, 1991
- Araneus sambava (Strand, 1907)
- Araneus santacruziensis Barrion & Litsinger, 1995
- Araneus santarita (Archer, 1951)
- Araneus savesi (Simon, 1880)
- Araneus schneblei Levi, 1991
- Araneus schrencki (Grube, 1861)
- Araneus scutellatus Schenkel, 1963
- Araneus scutifer (Keyserling, 1886)
- Araneus scutigerens Hogg, 1900
- Araneus selva Levi, 1991
- Araneus seminiger (L. Koch, 1878)
- Araneus senicaudatus Simon, 1908
  - Araneus senicaudatus simplex Simon, 1908
- Araneus separatus (Roewer, 1942)
- Araneus septemtuberculatus (Thorell, 1899)
- Araneus sericinus (Roewer, 1942)
- Araneus sernai Levi, 1991
- Araneus shunhuangensis Yin et al., 1990
- Araneus sicki Levi, 1991
- Araneus simillimus Kulczyński, 1911
- Araneus singularis (Urquhart, 1891)
- Araneus sinistrellus (Roewer, 1942)
- Araneus sinuosus (Rainbow, 1893)
- Araneus sogdianus Charitonov, 1969
- Araneus spathurus (Thorell, 1890)
- Araneus speculabundus (L. Koch, 1871)
- Araneus sponsus (Thorell, 1887)
- Araneus squamifer (Keyserling, 1886)
- Araneus stabilis (Keyserling, 1892)
- Araneus stella (Karsch, 1879)
- Araneus stolidus (Keyserling, 1887)
- Araneus strandiellus Charitonov, 1951
- Araneus striatipes (Simon, 1877)
- Araneus strigatellus (Strand, 1908)
- Araneus strupifer (Simon, 1886)
- Araneus sturmi (Hahn, 1831)
- Araneus suavis Rainbow, 1899
- Araneus subflavidus (Urquhart, 1893)
- Araneus subumbrosus Roewer, 1961
- Araneus sulfurinus (Pavesi, 1883)
- Araneus svanetiensis Mcheidze, 1997
- Araneus sydneyicus (Keyserling, 1887)
- Araneus sylvicola (Rainbow, 1897)
- Araneus taigunensis Zhu, Tu & Hu, 1988
- Araneus talasi Bakhvalov, 1970
- Araneus talca Levi, 1991
- Araneus talipedatus (Keyserling, 1887)
- Araneus tambopata Levi, 1991
- Araneus tamerlani (Roewer, 1942)
- Araneus taperae (Mello-Leitão, 1937)
- Araneus tartaricus (Kroneberg, 1875)
- Araneus tatianae Lessert, 1938
- Araneus tatsulokeus Barrion & Litsinger, 1995
- Araneus tellezi Levi, 1991
- Araneus tenancingo Levi, 1991
- Araneus tenerius Yin et al., 1990
- Araneus tengxianensis Zhu & Zhang, 1994
- Araneus tepic Levi, 1991
- Araneus tetraspinulus (Yin et al., 1990)
- Araneus texanus (Archer, 1951)
- Araneus thaddeus (Hentz, 1847)
- Araneus thevenoti Simon, 1895
- Araneus thorelli (Roewer, 1942)
- Araneus tiganus (Chamberlin, 1916)
- Araneus tijuca Levi, 1991
- Araneus tinikdikitus Barrion & Litsinger, 1995
- Araneus titirus Simon, 1896
- Araneus toma (Strand, 1915)
- Araneus tonkinus Simon, 1909
- Araneus toruaigiri Bakhvalov, 1970
- Araneus transversivittiger (Strand, 1907)
- Araneus transversus Rainbow, 1912
- Araneus triangulus (Fox, 1938)
- Araneus tricoloratus Zhu, Tu & Hu, 1988
- Araneus trifolium (Hentz, 1847)
- Araneus trigonophorus (Thorell, 1887)
- Araneus triguttatus (Fabricius, 1793)
- Araneus tschuiskii Bakhvalov, 1974
- Araneus tsurusakii Tanikawa, 2001
- Araneus tubabdominus Zhu & Zhang, 1993
- Araneus tuscarora Levi, 1973
- Araneus ubicki Levi, 1991
- Araneus unanimus (Keyserling, 1879)
- Araneus uniformis (Keyserling, 1879)
- Araneus unistriatus (McCook, 1894)
- Araneus urbanus (Keyserling, 1887)
- Araneus urquharti (Roewer, 1942)
- Araneus ursimorphus (Strand, 1906)
- Araneus uruapan Levi, 1991
- Araneus urubamba Levi, 1991
- Araneus usualis (Keyserling, 1887)
- Araneus uyemurai Yaginuma, 1960
- Araneus variegatus Yaginuma, 1960
- Araneus venatrix (C. L. Koch, 1838)
- Araneus ventricosus (L. Koch, 1878)
  - Araneus ventricosus abikonus Uyemura, 1961
  - Araneus ventricosus globulus Uyemura, 1961
  - Araneus ventricosus hakonensis Uyemura, 1961
  - Araneus ventricosus ishinodai Uyemura, 1961
  - Araneus ventricosus kishuensis Uyemura, 1961
  - Araneus ventricosus montanioides Uyemura, 1961
  - Araneus ventricosus montanus Uyemura, 1961
  - Araneus ventricosus nigelloides Uyemura, 1961
  - Araneus ventricosus nigellus Uyemura, 1961
  - Araneus ventricosus yaginumai Uyemura, 1961
- Araneus ventriosus (Urquhart, 1891)
- Araneus vermimaculatus Zhu & Wang, 1994
- Araneus villa Levi, 1991
- Araneus vincibilis (Keyserling, 1893)
- Araneus viperifer Schenkel, 1963
- Araneus virgunculus (Thorell, 1890)
- Araneus virgus (Fox, 1938)
- Araneus viridisomus (Gravely, 1921)
- Araneus viridiventris Yaginuma, 1969
- Araneus viridulus (Urquhart, 1891)
- Araneus v-notatus (Thorell, 1875)
- Araneus volgeri Simon, 1897
- Araneus vulpinus (Hahn, 1834)
- Araneus vulvarius (Thorell, 1898)
- Araneus walesianus (Karsch, 1878)
- Araneus washingtoni Levi, 1971
- Araneus wokamus (Strand, 1911)
- Araneus woodfordi Pocock, 1898
- Araneus workmani (Keyserling, 1884)
- Araneus wulongensis Song & Zhu, 1992
- Araneus xavantina Levi, 1991
- Araneus xianfengensis Song & Zhu, 1992
- Araneus xizangensis Hu, 2001
- Araneus yadongensis Hu, 2001
- Araneus yapingensis Yin et al., 2009
- Araneus yasudai Tanikawa, 2001
- Araneus yatei Berland, 1924
- Araneus yuanminensis Yin et al., 1990
- Araneus yukon Levi, 1971
- Araneus yunnanensis Yin, Peng & Wang, 1994
- Araneus yuzhongensis Yin et al., 1990
- Araneus zapallar Levi, 1991
- Araneus zebrinus Zhu & Wang, 1994
- Araneus zelus (Strand, 1907)
- Araneus zhangmu Zhang, Song & Kim, 2006
- Araneus zhaoi Zhang & Zhang, 2002
- Araneus zuluanus (Strand, 1907)
- Araneus zygielloides Schenkel, 1963

## Soorten in België en Nederland
Soorten in België en Nederland:
- Sinaasappelspin (Araneus alsine)
- Schouderkruisspin (Araneus angulatus)
- Kruisspin (Araneus diadematus)
- Marmerspin (Araneus marmoreus)
- Viervlekwielwebspin (Araneus quadratus)
- Witruitwielwebspin (Araneus sturmi)
- Drievlekwielwebspin (Araneus triguttatus)